# Svarttangara
Svarttangara (Tachyphonus rufus) är en fågel i familjen tangaror inom ordningen tättingar.

## Utseende och läte
Svarttangaran är en stor tangara med kraftigt skillnad i dräkt mellan könen. Hanen är helsvart med en vit skulderfläck som ofta inte syns, och även då är mycket liten. Liknande vitskuldrad tangara har en mycket tydligare vit skulderfläck. Honan är enfärgat roströd utan särskilda karaktärer. Båda könen har ett kraftig, spetsig näbb. 

## Utbredning och systematik
Fågeln förekommer i låglänta områden i Costa Rica till norra Argentina och Amazonområdet i Brasilien. Den behandlas som monotypisk, det vill säga att den inte delas in i några underarter.

## Levnadssätt
Svarttangara hittas inte i skog, utan i mer öppna områden som buskiga skogsbryn och ungskog. Den ses vanligen i par, ibland som en del av kringvandrande artblandade flockar.

## Status
Arten har ett stort utbredningsområde och beståndet anses vara stabilt. Internationella naturvårdsunionen IUCN listar den därför som livskraftig (LC). Beståndet uppskattas till i storleksordningen fem till 50 miljoner vuxna individer.

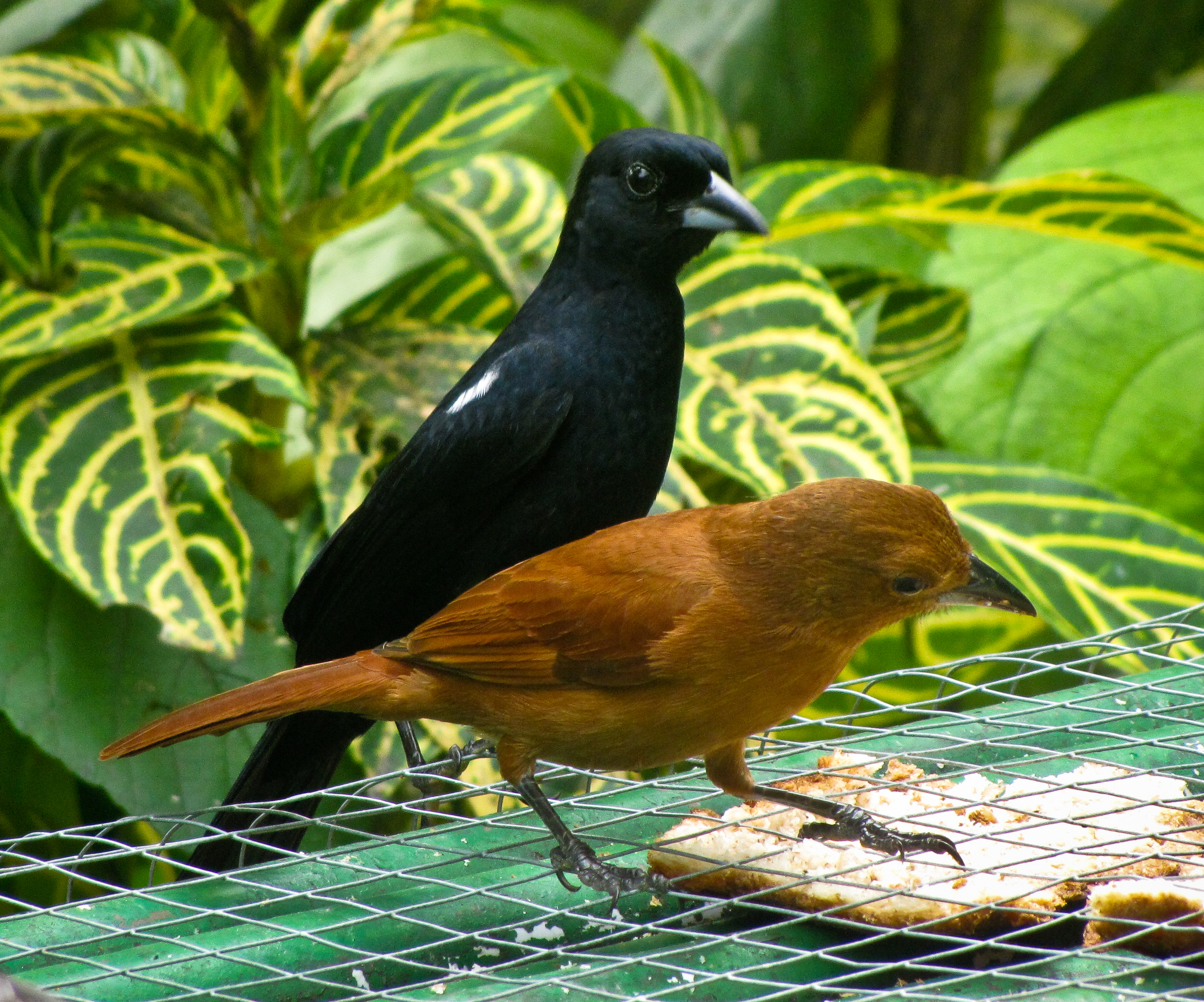
Hane t.v., hona t.h.